# سوین استولن
سوین استولن (انگلیسی: Svein Stølen؛ زادهٔ ۲ مارس ۱۹۶۰) شیمی‌دان، استاد، و رئیس دانشگاه اهل نروژ است.